# Central European Journal of Energetic Materials
Das Central European Journal of Energetic Materials, abgekürzt Cent. Eur. J. Energ. Mater.,  ist eine wissenschaftliche Fachzeitschrift, die vom Institute of Industrial Organic Chemistry veröffentlicht wird. Die erste Ausgabe erschien im Jahr 2004. Derzeit erscheint die Zeitschrift mit vier Ausgaben im Jahr. Es werden Artikel veröffentlicht, die sich mit Treibstoffen, Sprengstoffen und Pyrotechnik beschäftigen.
Der Impact Factor lag im Jahr 2020 bei 0,948. Nach der Statistik des Web of Science wird das Journal mit diesem Impact Factor in der Kategorie angewandte Chemie an 60. Stelle von 74 Zeitschriften und in der Kategorie chemische Ingenieurwissenschaft an 117. Stelle von 143 Zeitschriften geführt.